# Uagadugú
Uagadugú (del francés Ouagadougou, en mossi:[ˈwaɡᵊdᵊɡᵊ]) es la capital y principal ciudad de Burkina Faso, y el centro administrativo, de comunicaciones, cultural y económico de la nación. También es la ciudad más grande del país, con una población de 2,453,496
habitantes (censo de 2019).  Muchas veces la población local se refiere a ella como Ouaga.
Su economía se basa en la industria textil (algodón y tapices), aceitera, jabonera y en la artesanía. Es sede de la Universidad de Uagadugú. Está comunicada con el puerto de Abiyán en Costa de Marfil por ferrocarril y por carretera con Niamey, Níger. Es servida además por el Aeropuerto de Uagadugú.
Uagadugú es la sede de la Unión Económica y Monetaria del África Occidental o UEMOA, la organización de los ocho países que comparten el franco CFA como moneda, una unión económica más o menos del modelo europeo. Asimismo, la secretaría ejecutiva del CILSS (Comité inter-États de lutte contre la sécheresse au Sahel) tiene su sede en Uagadugú. Algunas atracciones en la ciudad incluyen el Museo Nacional de Burkina Faso, el Palacio Moro-Naba (sede de la ceremonia de Moro-Naba), el Museo Nacional de la Música, y varios mercados de artesanías.

## Historia
La fecha exacta de la fundación de Uagadugú se desconoce. Según las fuentes, la ciudad fue fundada en el siglo XI por Nyonyonsé bajo el nombre Kombemtinga («ciudad del guerrero»). En 1441 se convirtió en capital del imperio Mossi durante el reinado de Naba Niandéfo. Como consecuencia, la ciudad creció significativamente. Inicialmente se mantuvo ininterrumpidamente como sede del gobierno hasta 1691; sin embargo, el estilo de vida nómada de los Mossi no era adecuado para crear una infraestructura urbana, por lo que la ciudad conservó su carácter rural.
En 1887 Louis-Gustave Binger estimó la población de las siete aldeas existentes y unidas principalmente por el islam y sus creencias autóctonas, en no más de 5000 habitantes; la mayoría de las casas eran construcciones sencillas de barro. Kombemtinga, rebautizada Uagadugú, se convirtió en capital siguiendo la conquista de la zona por parte de los franceses en 1896. El estado fue agrupado junto con otros tres en la colonia francesa del Alto Volta (Haute Volta en francés). En 1919, el gobernador francés Édouard Hesling comenzó con la transformación de la aldea. Durante las cuatro estaciones secas de 1920 y 1923 se crearon amplias calles, edificios públicos, se construyó el palacio del gobernador, escuelas y hospitales. La ciudad perdió su importancia durante los años de la división del territorio (1932-1947).
Los franceses construyeron los nuevos barrios con modernos edificios de dos plantas. Desde la llegada del ferrocarril en 1954 hasta la independencia (1960), la población de la ciudad se duplicó, pasando de 30 000 a más de 60 000 habitantes. Uagadugú fue la sede del gobernador colonial francés y la capital de la colonia, que 1960 se convirtió en capital de la independiente República del Alto Volta, que cambió su nombre por el de Burkina Faso con Thomas Sankara en 1984.
A finales del mes de agosto y septiembre de 2009 las fuertes lluvias inundaron la ciudad, durante el cual hubo decenas de muertos y heridos. También hubo daños significativos a los edificios.

## Geografía

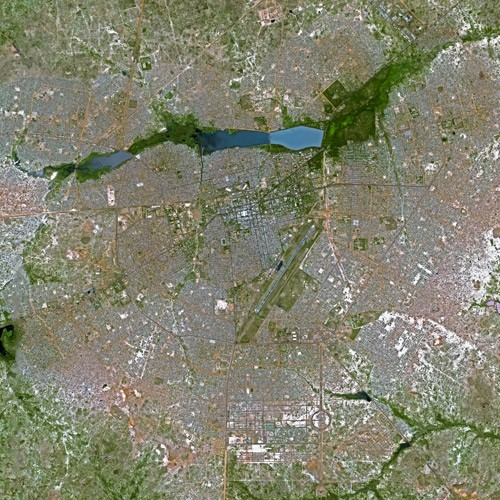
Imagen satelital de Uagadugú.

La ciudad está situada en la meseta de Mossi, cerca del centro del país en la provincia de Kadiogo, un cruce de lagos internacionales y regionales. Estos últimos proporcionan conexión con cuatro puertos principales: Abiyán (Costa de Marfil), Tema (Ghana), Lomé (Togo) y Cotonú (Benín). También hay un importante tráfico de tránsito a Niamey (Níger) y Bamako (Malí). A unos 300 kilómetros al norte, se llega a Gorom-Gorom y al desierto. Aproximadamente 200 kilómetros al sur está Gourounsi y el pueblo de Tiébélé, también la reserva natural Nazinga.
Uagadugú ha crecido alrededor del palacio imperial del Mogho Naaba. La ciudad se convirtió en un importante centro urbano en la época poscolonial debido a que era el centro administrativo del gobierno de la colonia.

## Clima

Tabla climática de Uagadugú.

Uagadugú tiene un clima semiárido (BWh en la clasificación del clima de Köppen) con dos estaciones, seca y lluviosa. La estación seca se extiende aproximadamente desde mediados de octubre hasta mediados de mayo. Esta temporada se caracteriza por los días soleados, calientes y secos, con tempetaturas que pueden llegar hasta los 45 °C. La temporada lluviosa se extiende desde finales de mayo hasta finales de septiembre. Se caracteriza por una corriente del suroeste, el monzón, que trae un aire cálido y húmedo, en donde se desarrollan muchas lluvias y tormentas eléctricas, con un pico en agosto. Este período corresponde al paso de la zona de convergencia intertropical (ZCIT). A pesar de las temperaturas mucho más moderadas (mínimas de 21 °C y máximas de 32 a 34 °C), la sensación es siempre pesada, debido a la alta humedad.
La ciudad forma parte del Sahel, con unas precipitaciones medias por año de unos 900 mm. El harmattan, un viento seco, y el monzón, son los dos factores que determinan el clima de la ciudad.
| Parámetros climáticos promedio de Uagadugú                                       | Parámetros climáticos promedio de Uagadugú | Parámetros climáticos promedio de Uagadugú | Parámetros climáticos promedio de Uagadugú | Parámetros climáticos promedio de Uagadugú | Parámetros climáticos promedio de Uagadugú | Parámetros climáticos promedio de Uagadugú | Parámetros climáticos promedio de Uagadugú | Parámetros climáticos promedio de Uagadugú | Parámetros climáticos promedio de Uagadugú | Parámetros climáticos promedio de Uagadugú | Parámetros climáticos promedio de Uagadugú | Parámetros climáticos promedio de Uagadugú | Parámetros climáticos promedio de Uagadugú |
| Mes                                                                              | Ene.                                       | Feb.                                       | Mar.                                       | Abr.                                       | May.                                       | Jun.                                       | Jul.                                       | Ago.                                       | Sep.                                       | Oct.                                       | Nov.                                       | Dic.                                       | Anual                                      |
| -------------------------------------------------------------------------------- | ------------------------------------------ | ------------------------------------------ | ------------------------------------------ | ------------------------------------------ | ------------------------------------------ | ------------------------------------------ | ------------------------------------------ | ------------------------------------------ | ------------------------------------------ | ------------------------------------------ | ------------------------------------------ | ------------------------------------------ | ------------------------------------------ |
| Temp. máx. abs. (°C)                                                             | 45                                         | 45                                         | 45                                         | 47                                         | 48                                         | 44                                         | 41                                         | 38                                         | 39                                         | 41                                         | 42                                         | 45                                         | 48                                         |
| Temp. máx. media (°C)                                                            | 32.2                                       | 36.3                                       | 38.4                                       | 39.1                                       | 37.3                                       | 34.3                                       | 31.8                                       | 30.9                                       | 32                                         | 35.4                                       | 35.9                                       | 33.6                                       | 34.8                                       |
| Temp. media (°C)                                                                 | 24.6                                       | 27.7                                       | 30.7                                       | 32.4                                       | 31.4                                       | 29.1                                       | 27.1                                       | 26.4                                       | 26.9                                       | 28.9                                       | 27.5                                       | 25.1                                       | 28.2                                       |
| Temp. mín. media (°C)                                                            | 16.1                                       | 19.1                                       | 23                                         | 25.7                                       | 25.5                                       | 23.9                                       | 22.4                                       | 21.9                                       | 21.9                                       | 22.5                                       | 19.2                                       | 16.7                                       | 21.5                                       |
| Temp. mín. abs. (°C)                                                             | 9                                          | 12                                         | 15                                         | 15                                         | 19                                         | 17                                         | 18                                         | 14                                         | 19                                         | 18                                         | 16                                         | 11                                         | 9                                          |
| Precipitación total (mm)                                                         | 0                                          | 2                                          | 5                                          | 23                                         | 71                                         | 110                                        | 176                                        | 227                                        | 139                                        | 33                                         | 1                                          | 1                                          | 788                                        |
| Días de precipitaciones (≥ 0.1 mm)                                               | 0                                          | 0.1                                        | 0.5                                        | 0.6                                        | 3.3                                        | 4.8                                        | 8                                          | 10.9                                       | 5.7                                        | 1.3                                        | 0                                          | 0                                          | 35.2                                       |
| Humedad relativa (%)                                                             | 30.5                                       | 28.5                                       | 29.5                                       | 39.5                                       | 52.5                                       | 61                                         | 70                                         | 74                                         | 69.5                                       | 58                                         | 44                                         | 34.5                                       | 49.3                                       |
| Fuente n.º 1: Climate-Data.org, altitude: 298m                                   |                                            |                                            |                                            |                                            |                                            |                                            |                                            |                                            |                                            |                                            |                                            |                                            |                                            |
| Fuente n.º 2: BBC Weather for humidity, sunshine, precipitation days and records |                                            |                                            |                                            |                                            |                                            |                                            |                                            |                                            |                                            |                                            |                                            |                                            |                                            |

## Demografía
Se estima que la población del área metropolitana asciende a 1.200.000 habitantes, de los cuales un 48% son hombres y un 52% son mujeres. La población rural es el 5% y la urbana el 95% del total.
| 1960                                                    | 1975    | 1985    | 1996    | 2006      |
| ------------------------------------------------------- | ------- | ------- | ------- | --------- |
| 59 126                                                  | 172 661 | 465 969 | 750 398 | 1 475 223 |
| Fuente: Instituto Nacional de Estadísticas y Demografía |         |         |         |           |

## Economía

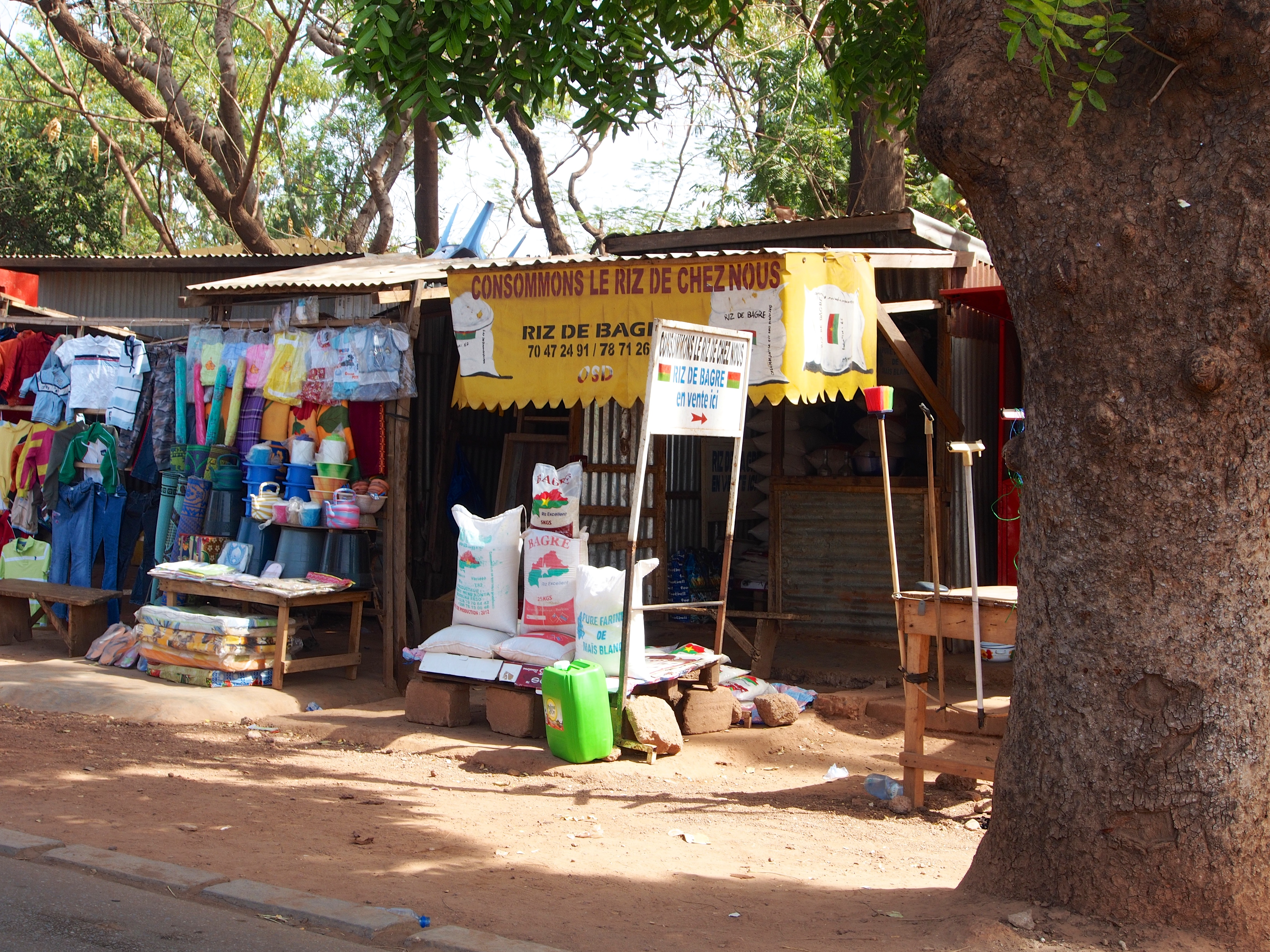
Una tienda de venta de arroz de Bagre.

La ciudad tiene un sector industrial pequeño, lo que explica la baja competitividad de la ciudad comparada con las principales ciudades ubicadas en la costa de África Occidental. El sector informal es omnipresente, con una fuerte presencia de vendedores ambulantes y minoristas, transformación de productos agrícolas, procesamiento textil a pequeña escala, negocios de reparación de todo tipo y restaurantes. Además, la construcción es uno de los sectores más importante en la creación de empleos. El turismo también juega un papel cada vez mayor, con un creciente número de hoteles de todos los precios. También existen actividades culturales en el sentido más amplio de la música, el teatro y la producción artesanal, como la carpintería, y el desarrollo de la moda sobre la base del turismo y festivales periódicos (FESPACO, SIAO). Las comunicaciones en general son buenas, hay tres operadores de telefonía móvil y en la ciudad es posible conectarse a Internet a través de una conexión ADSL. En parte debido a la estabilidad política y el contexto social relativamente pacífico, la ciudad ha adquirido un cierto renombre como centro educativo y universitario. Además, el gobierno tiene como objetivo perfilar a la ciudad con una convención regional. En la ciudad se encuentran, además de la sede del Banco Central de África Occidental.

## Agua y energía

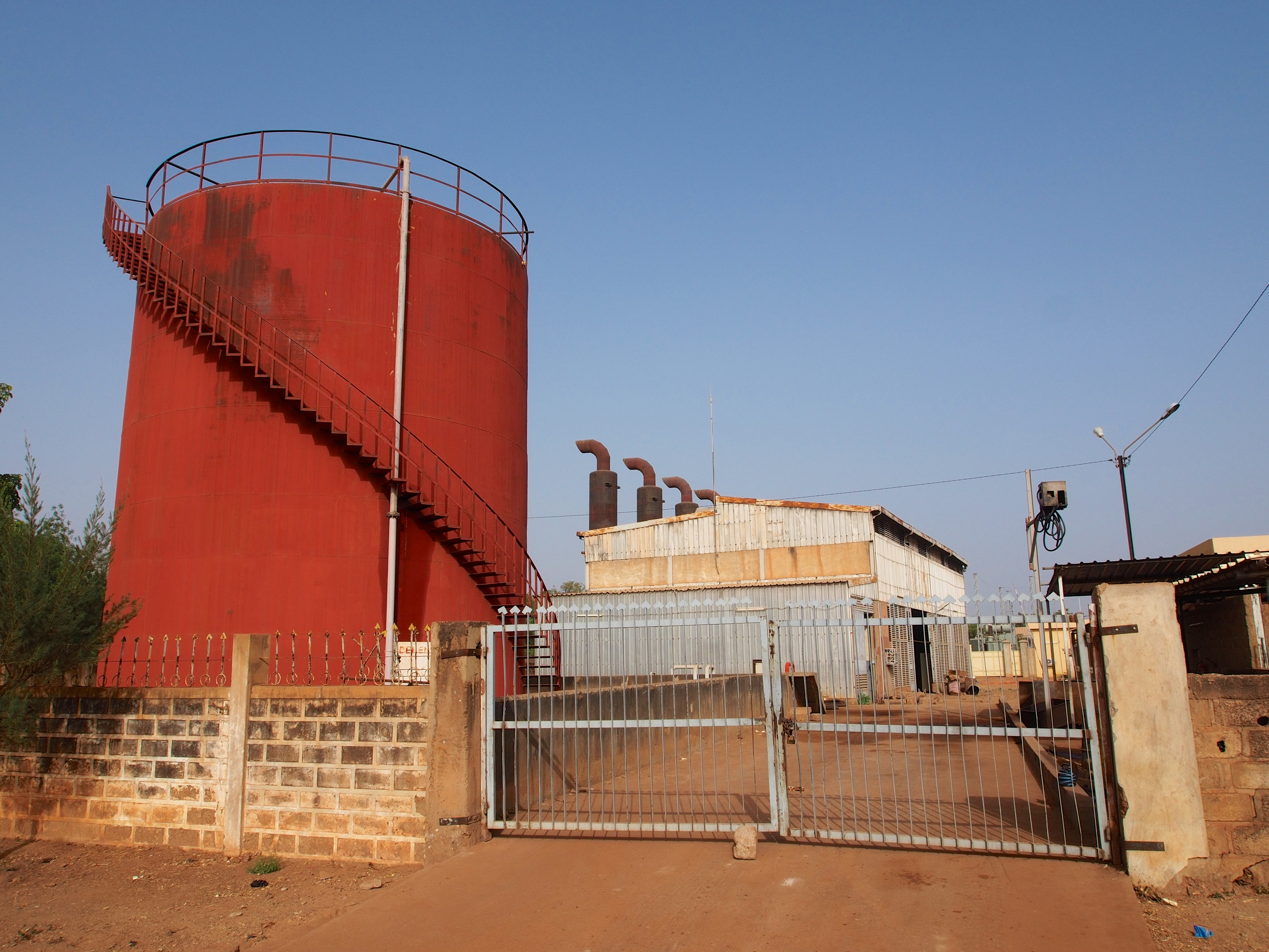
Central térmica Ouaga II, operada por SONABEL en Paspanga, Uagadugú.

Uagadugú es una de las pocas capitales del mundo que no se encuentran en la costa o en la orilla de un río. La necesidad de agua para la ciudad de rápido crecimiento —al menos hasta 2025— es cubierta por la presa de Ziga, a unos 45 km al este de la ciudad en el río Nakambe. La electricidad proviene de los embalses de Bagre y Kompienga, y suministrada por un par de centrales térmicas en la ciudad. La electricidad llega a Uagadugú a través una línea de transmisión conectada a la red en Costa de Marfil. Los productos derivados del petróleo y el gas natural se suministran desde los puertos mencionados anteriormente, en camiones cisterna y se almacenan y se distribuyen en la ciudad.  Sin embargo, la mayor parte (un 90%) del consumo total de energía todavía hoy en día proviene de fuentes de energía tradicional de leña y carbón vegetal,  que es permitido a partir de un área dentro de un radio de 200 km alrededor de la ciudad.

## Medio ambiente
La ciudad se ha densificado a través del tiempo y, como todas las capitales, se ve afectada por el fenómeno de la expansión urbana, la artificialización y la fragmentación de los ecosistemas y los entornos. Sin embargo, en la capital se encuentra el "parque urbano Bangr Weoogo" de 265 hectáreas, el primer ejemplo de bosque de retrocesión de tierras hecho por el estado a autoridades locales bajo la política de descentralización del Ministerio de Bosques. Este antiguo bosque se ha convertido en el pulmón verde de la ciudad y el principal componente verde del marco urbano de Uagadugú, un lugar para la educación medioambiental dirigido a escuelas, universidades, investigadores y visitantes, experimentando la gestión, restauración y protección de la biodiversidad, el papel de los árboles en la ciudad y en particular en la lucha contra la desertificación y el estudio de determinados agentes contaminantes. El parque también cuenta con un centro de exposiciones y un museo sobre el medio ambiente, un zoológico (72 hectáreas donde se identificaron 136 especies de aves en 1999 y algunos roedores), un jardín botánico (8 hectáreas, donde se presentan 95 especies leñosos autóctonas de la sabana arbustiva, especies ornamentales en ocho sectores, y locales y exóticas en el noveno sector).
La contaminación atmosférica es causada por los aerosoles "naturales" (polvo en el aire asociado con la aridez) y los productos de combustión (leña, carbón vegetal y los incendios forestales) y la contaminación por problemas viales en la ciudad. Un proyecto de sistema de alerta de contaminación se está construyendo en Uagadugú y Burkina Faso (conocido como "projet Mousson") en colaboración con el CNRS, la contaminación del agua y el suelo son otros problemas en la ciudad.

## Administración

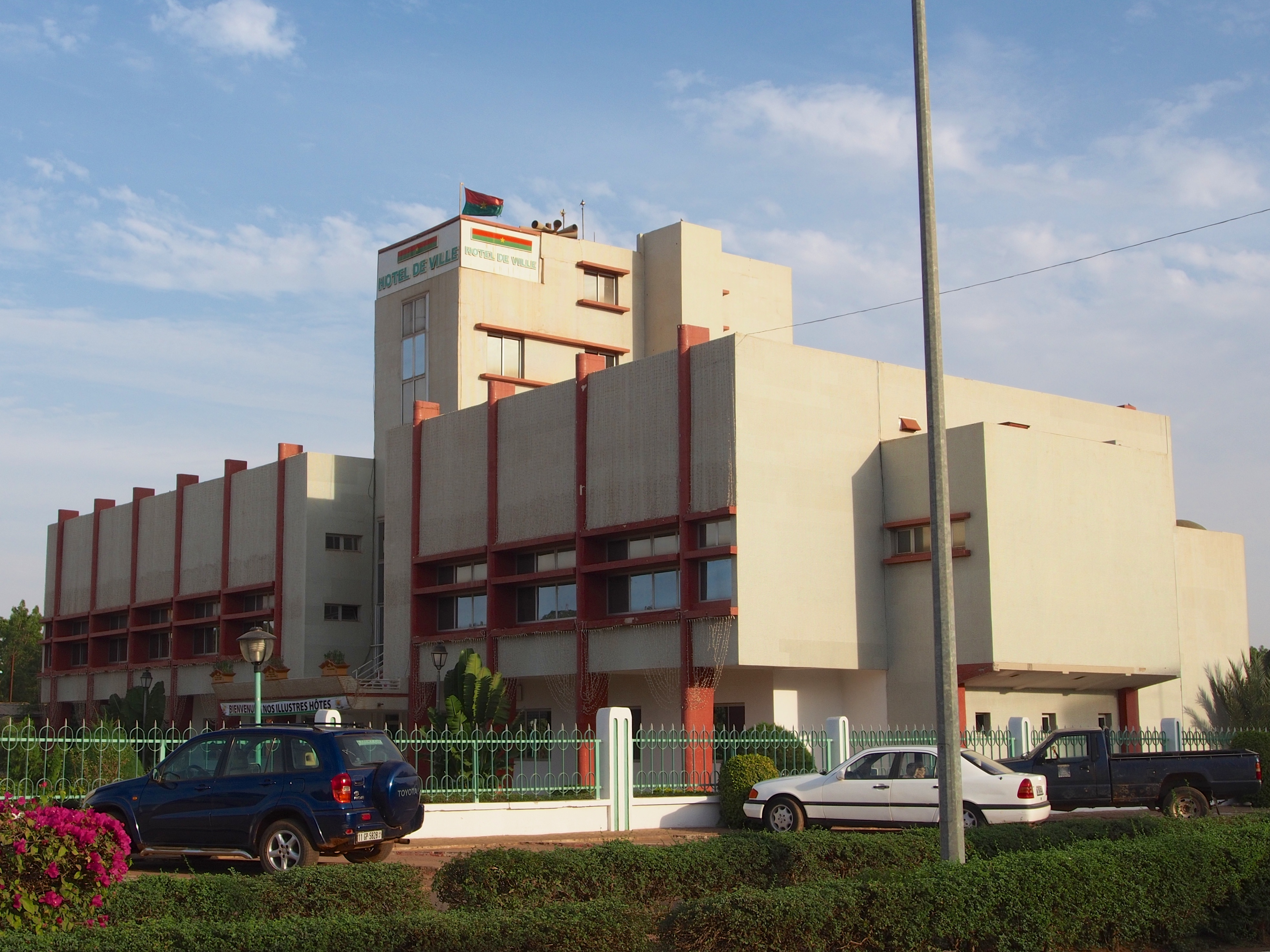
Ayuntamiento de Uagadugú.

Las primeras elecciones municipales fueron celebradas en 1956. Uagadugú está gobernada por un alcalde, quien es elegido por un periodo de cinco años, dos concejales superiores, y noventa concejales.
Desde las elecciones de 1995 Simon Compaoré ocupó el cargo de alcalde, siendo reemplazado por Marin Casimir Ilboudo desde el 11 de marzo de 2013.
La ciudad se divide en cinco comunas, que constan de 30 sectores, que a su vez son divididos en distritos. Algunos de los sectores de Uagadugú son Gounghin, Kamsaoghin, Koulouba, Moemmin, Niogsin, Paspanga, Peuloghin, Bilbalogho, y Tiendpalogo. El área metropolitana de Uagadugú comprende 17 poblaciones y se extiende sobre unos 219,3 km².

## Turismo

### Parques
El parque urbano Bangr-Weoogo, antes del colonialismo, perteneció a los jefes Mosse. Considerado un bosque sagrado, muchas personas asistían allí para ceremonias de iniciación o para buscar refugio. Los colonialistas franceses, descartando su significado e historia local, lo establecieron como un parque en los años 1930. En 1985 se realizaron renovaciones en el parque. En enero de 2001, el parque fue renombrado "Parc Urbain Bangr-Weoogo", que significa "el parque urbano del bosque del conocimiento".
Otro parque en Uagadugú es "L'Unité Pédagogique" (La Unidad Pedagógica), que alberga animales en un estado de semi-libertad. Esta mezcla de jardín botánico y biosfera abarca más de 8 hectáreas y también sirve como museo sobre la historia del país.
El "Jardin de l'amitié Ouaga-Loudun" (Jardín de la Amistad Uaga-Loudun), con un gran espacio que fue renovado en 1996, es un símbolo de la relación de amsitad entre Uagadugú y Loudun en Francia. Está situado en el centro de la ciudad.

### Otros sitios
"Naba Koom" es una estatua que representa a una mujer que lleva una calabaza para transportar agua. La estatua de 6 metros de altura se encuentra frente a la estación de trenes, dando la bienvenida a los viajeros que llegan a Uagadugú. El lugar lleva el nombre de un importante jefe en la historia de Burkina Faso.
"Laongo", a 30 kilómetros al este de la ciudad, presenta enormes estructuras de granito que fueron diseñadas por varios escultores. La exhibición posee obras de arte de los cinco continentes.
"La Place du Gran Lyon" es un monumento que refleja la relación entre la capital de Burkina Faso y Lyon en Francia. Está ubicado cerca del Centro Cultural Francés George Melies y presenta un león. Un zoológico llamado "Parc Animalier de Ziniaré" está ubicado a 30 kilómetros al este de la ciudad en la ciudad de residencia del presidente.
Existen 2 museos en Uagadugú:
- Museo de la Música: Exhibe todos los instrumentos musicales de Burkina Faso.
- Museo de Manéga: También exhibe instrumentos musicales de Burkina Faso, además de rifles Mossi y otros objetos culturales. Ubicado a 55 kilómetros al noroeste de la ciudad.

### Sitios de interés

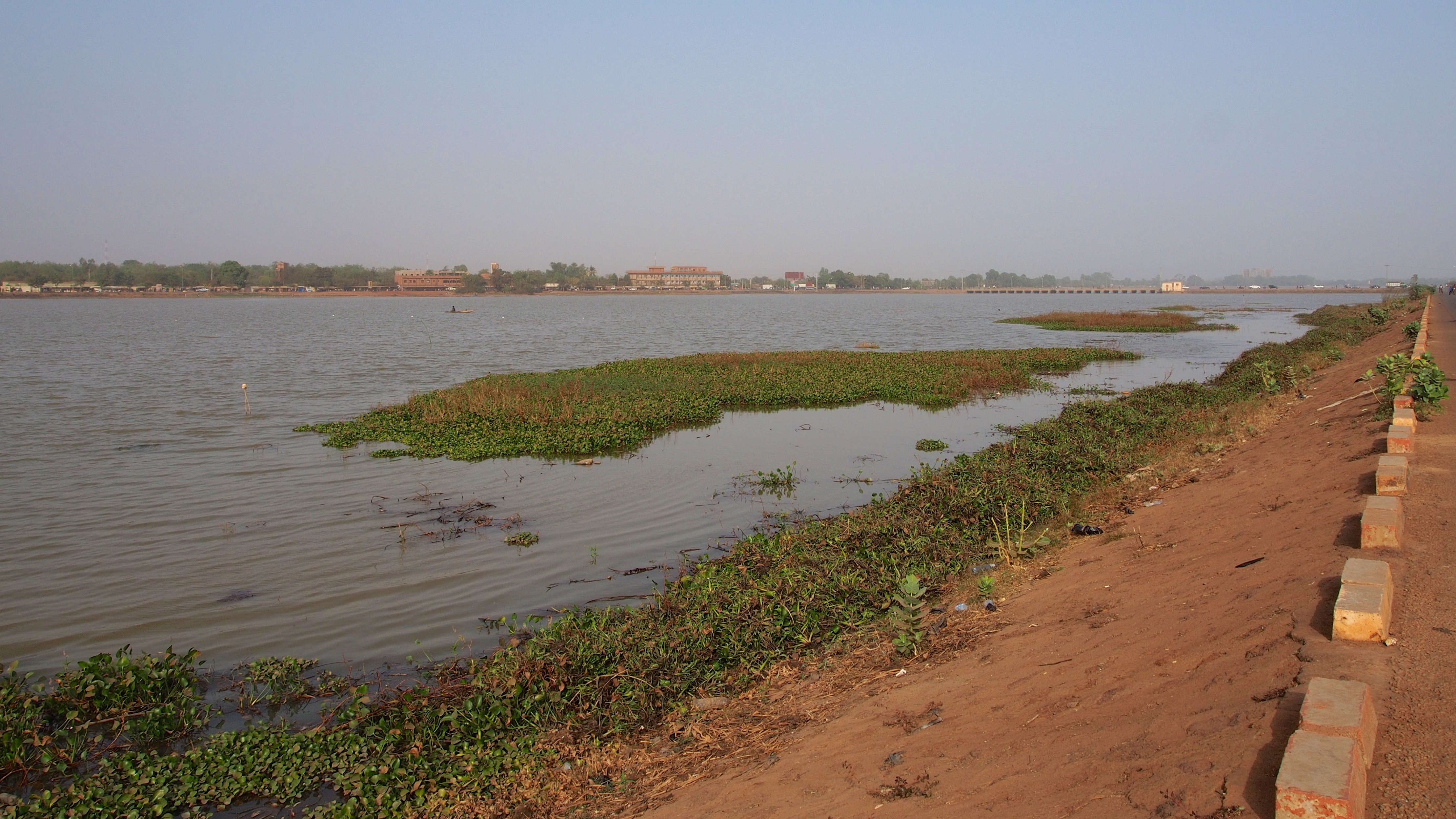
El lago artificial N° 2 en Uagadugú
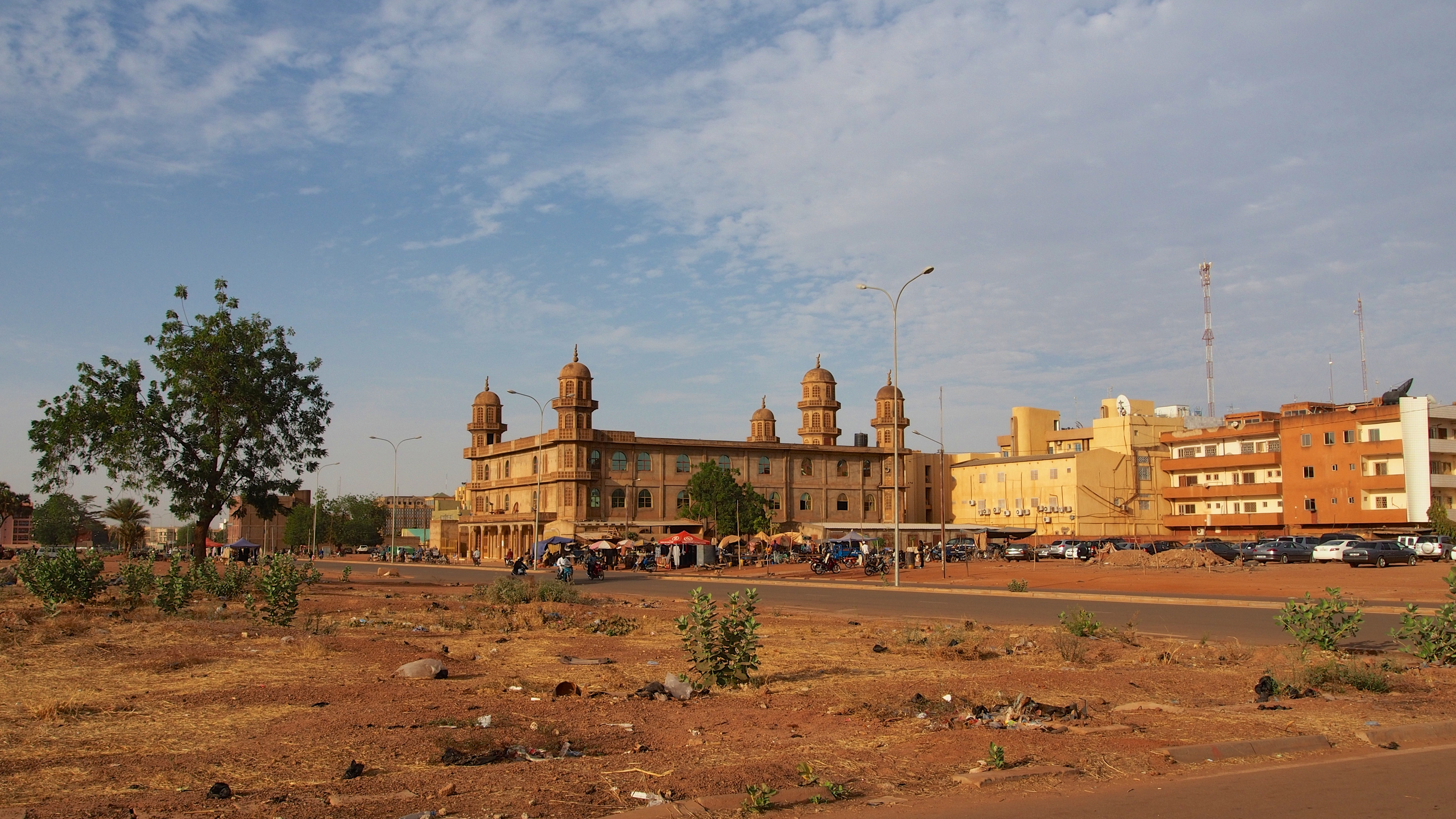
Una mezquita en el centro de Uagadugú.
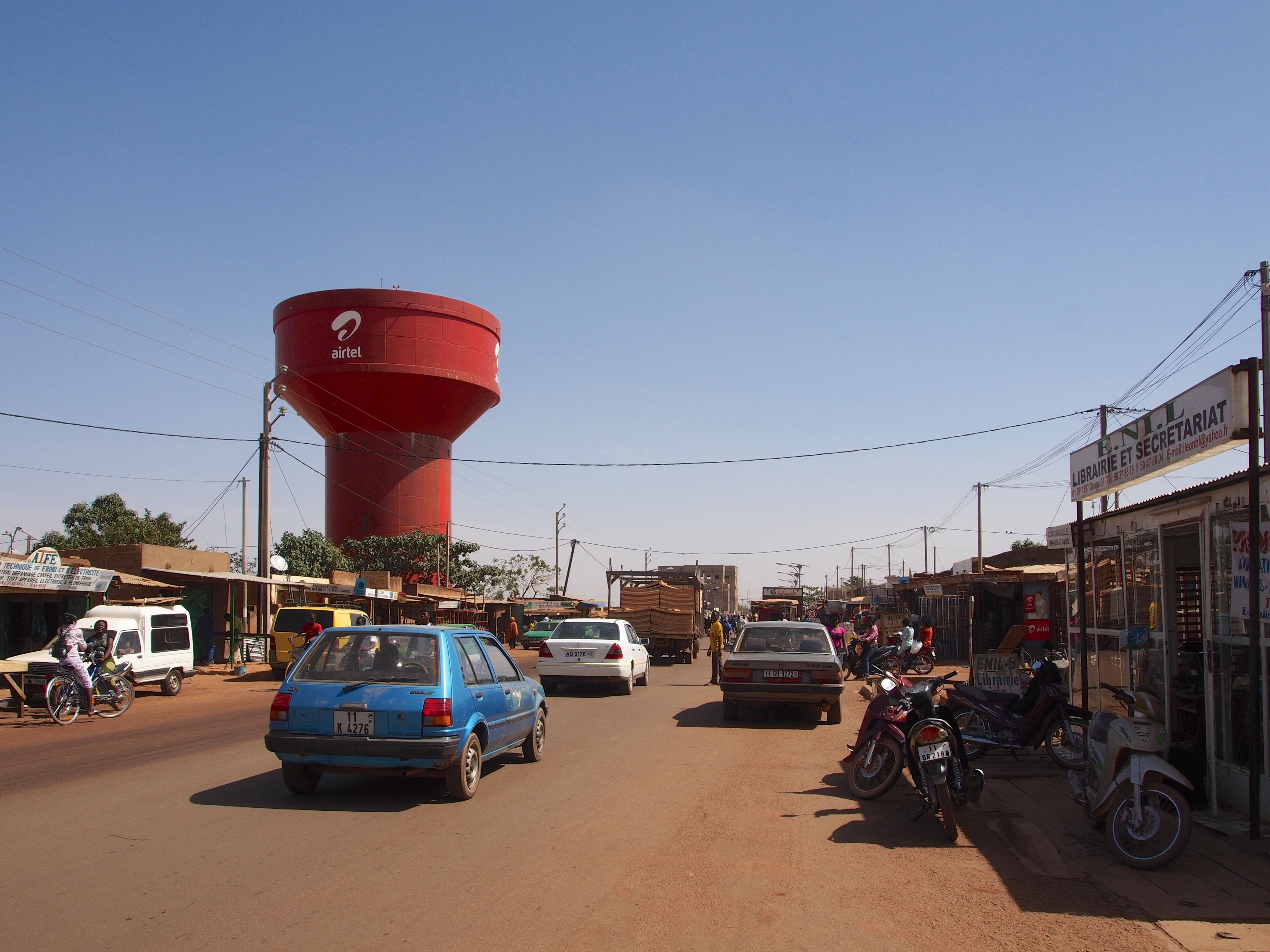
Una calle en Bodogodo.
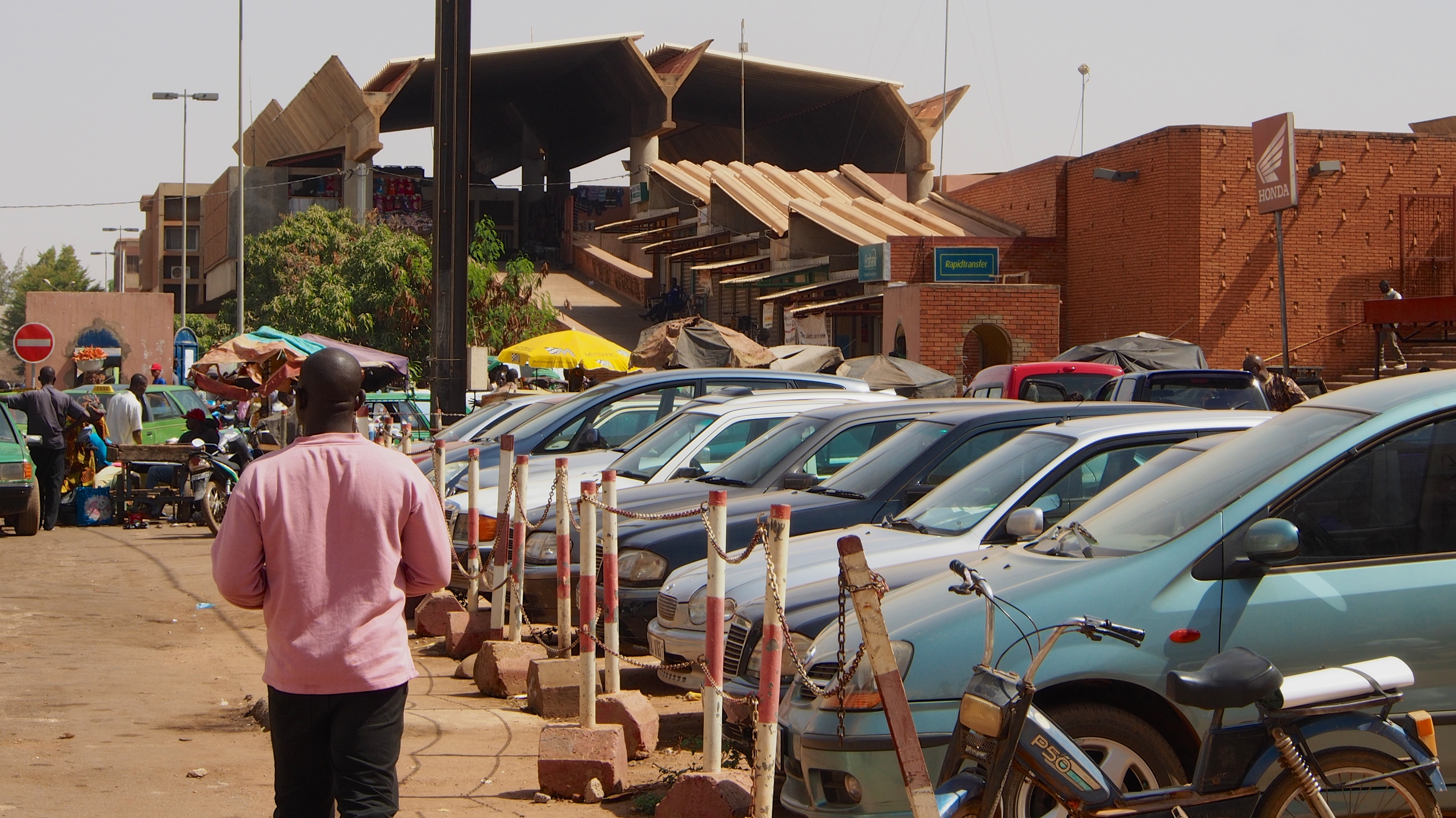
Rood Woko, el mercado central.
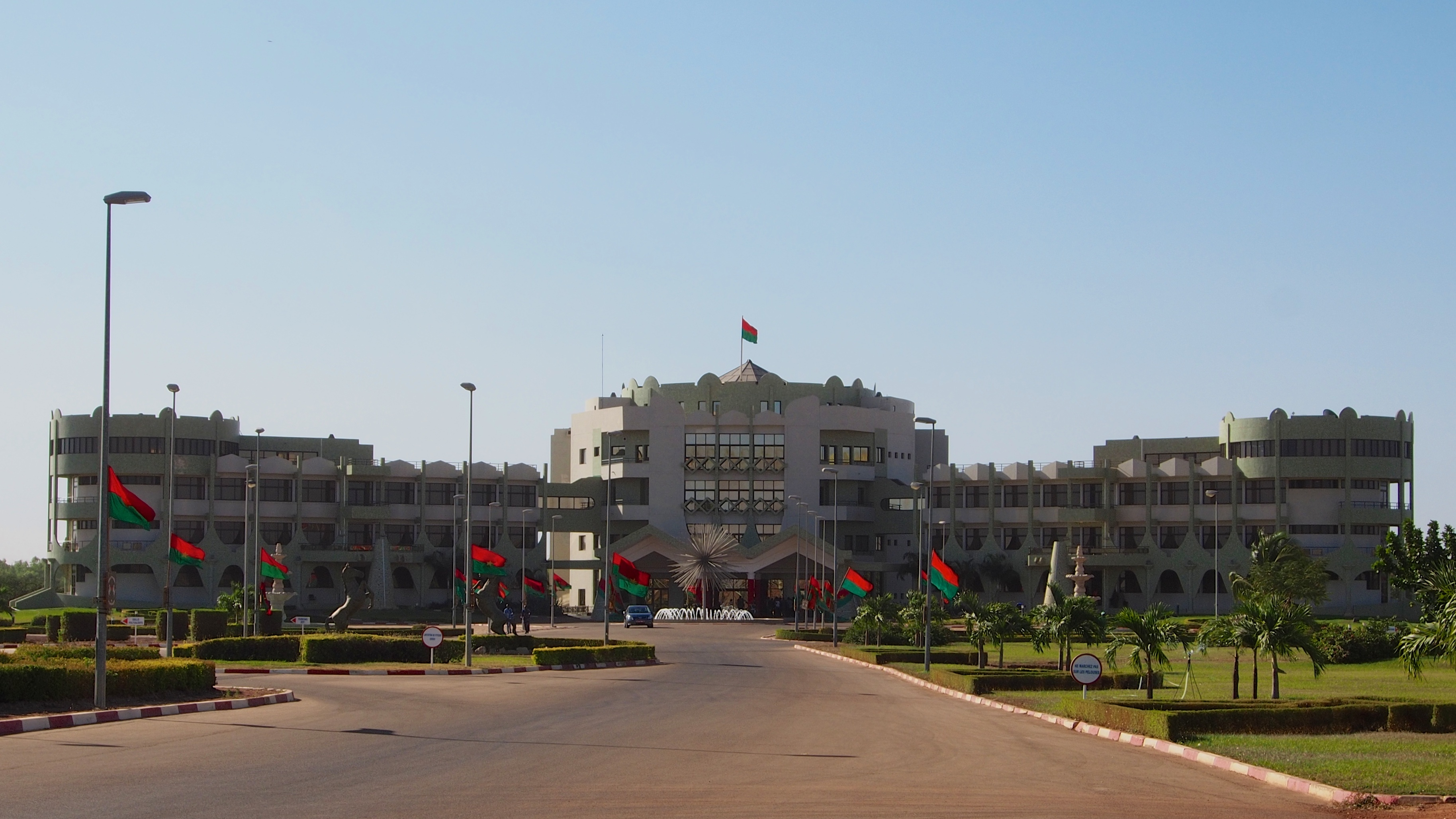
Palais Kosyam, la residencia presidencial.
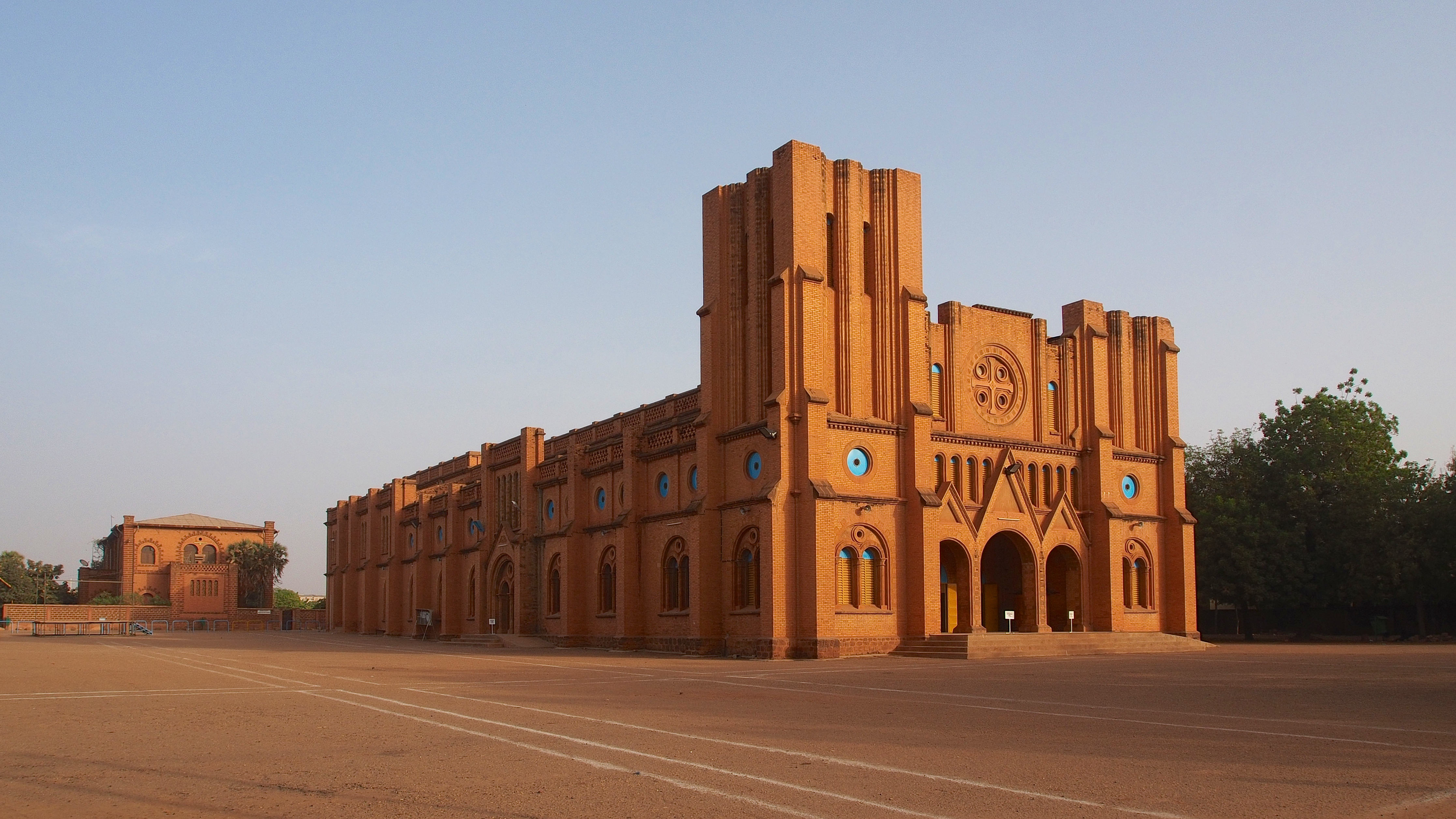
Catedral de Uagadugú.
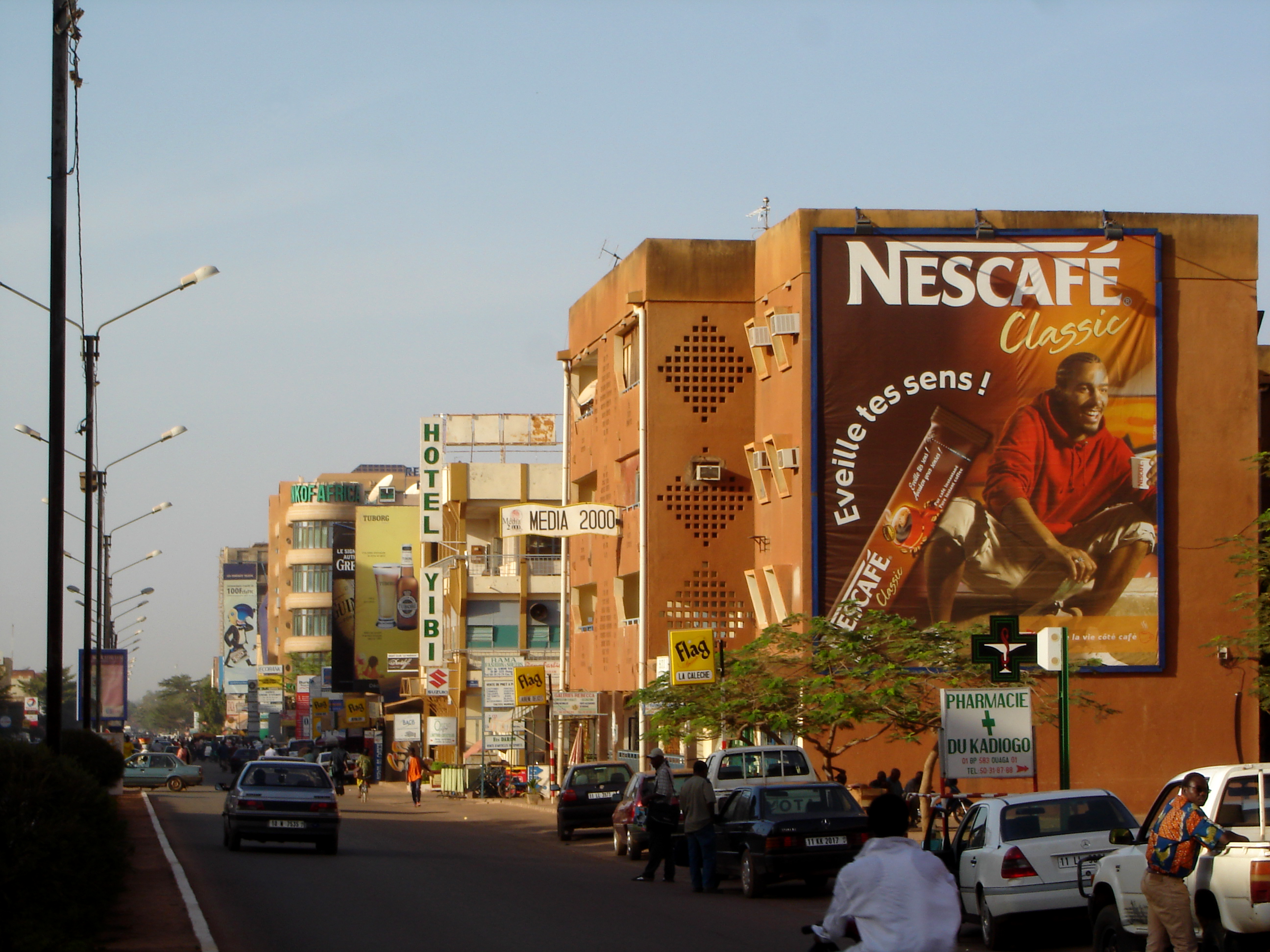
Avenida Kwame Nkrumah en Uagadugú.

## Transporte

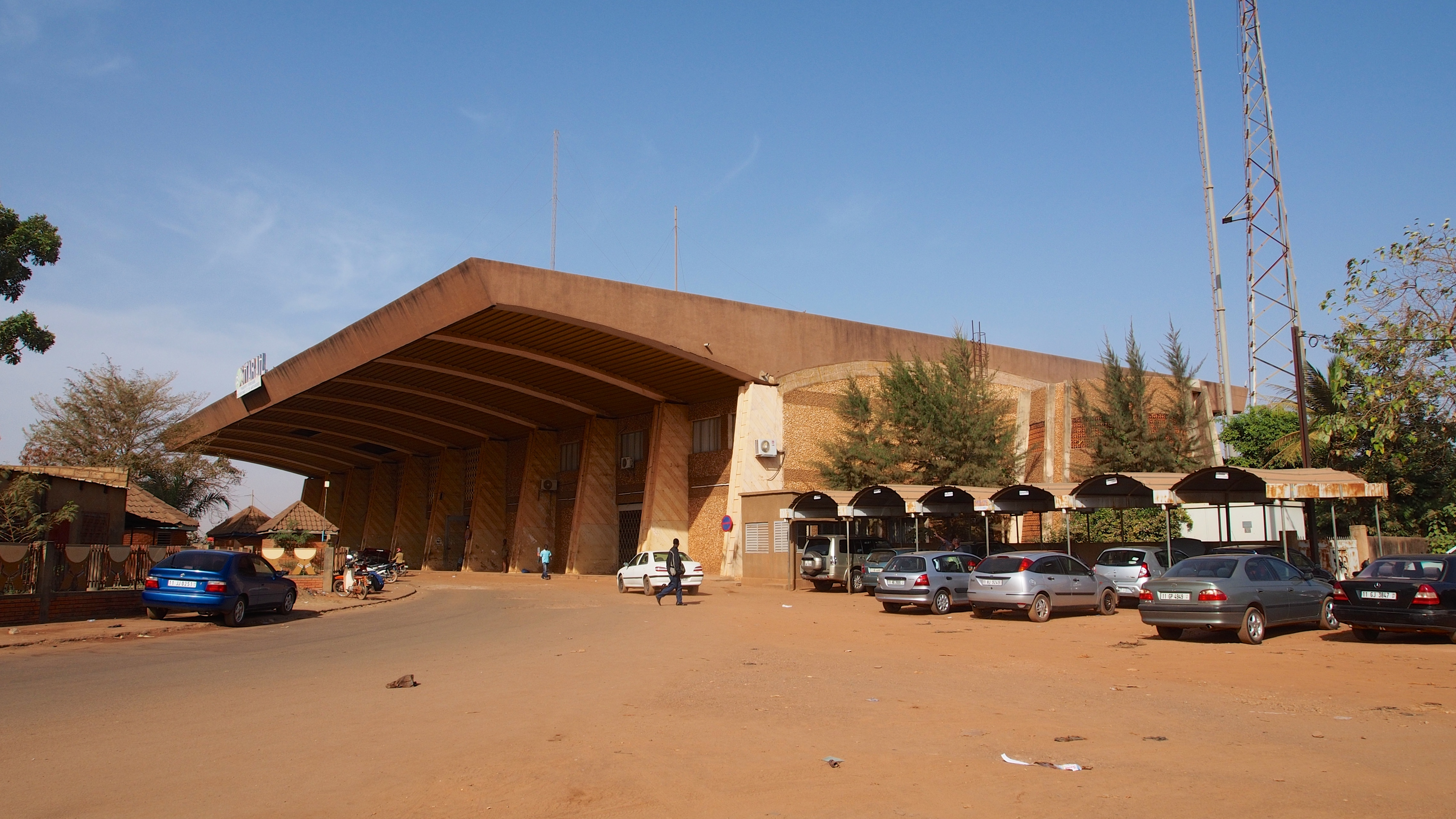
Estación de trenes de Uagadugú.

Muchos residentes viajan en motocicletas y ciclomotores. También utilizan taxis de color verde, los cuales trasladan a los pasajeros a cualquier parte de la ciudad por 200 a 400 CFA, pero el precio es más caro después de las 22:00 y puede alcanzar los 1000 CFA.
El Aeropuerto Internacional de Uagadugú se encuentra en el Sector 5, cerca del centro de la ciudad. Será hasta 2017 que será reemplazado por el nuevo aeropuerto de Uagadugú-Donsin en el noreste del departamento Loumbila. Para Europa salen vuelos directos a París y Bruselas, además, hay vuelos regulares dentro de África. Air Burkina tiene su oficina principal en el Edificio Air Burkina (en francés: Immeuble Air Burkina) en Uagadugú.
La estación principal de trenes es una terminal del ferrocarril Abiyán-Níger que conecta a Uagadugú con Abiyán (Costa de Marfil). Para los trenes de carga, hay una conexión adicional a Kaya.
Varias carreteras nacionales comienzan su curso en Uagadugú. La N1 lleva al oeste para Bobo-Dioulasso, la N2 hacia el noroeste a Ouahigouya y Malí, la N3 en dirección noreste hacia Dori, la N4 en dirección este hacia Níger, la N5 y N6 hacia Ghana y la N22 en dirección norte hacia Djibo. En el transcurso de 2009, se llevó a cabo la ampliación a cuatro carriles de la carretera N1, en dirección a Bobo-Dioulasso, se inició desde la place de la Bataille du rail detrás de la barrage de Boulmiougou. De esta manera también se crearon carriles para bicicletas y senderos. Se estima que los costos ascendieron a 17 mil millones de francos CFA (26 millones de euros).

## Salud
La ciudad dispone de varios centros sanitarios públicos.
- El Centro Hospitalario Nacional Yalgado Ouédraogo, que dispone de 750 camas.
- El Hospital Nacional Blaise Compaoré: Construido entre el 12 de marzo de 2008 y el 25 de octubre de 2010,[25] con un costo total de 65 mil millones de francos CFA. Su superficie es de 16 hectáreas y posee 600 camas. Es uno de los hospitales más grandes de África Occidental, proporcionando diversas especialidades.[26]
- El Hospital Pediátrico Charles de Gaulle: Inaugurado el 30 de enero de 2001, es el hospital más moderno del país, con capacidad de 132 camas. Atiende entre 7000 a 8000 niños de urgencia por año.[27] La colocación de la primera piedra fue el 6 de diciembre de 1996 en la cumbre Francia-África por los presidentes Jacques Chirac y Blaise Compaoré.

También posee diversas instituciones sanitarias de carácter privado.

## Cultura y educación

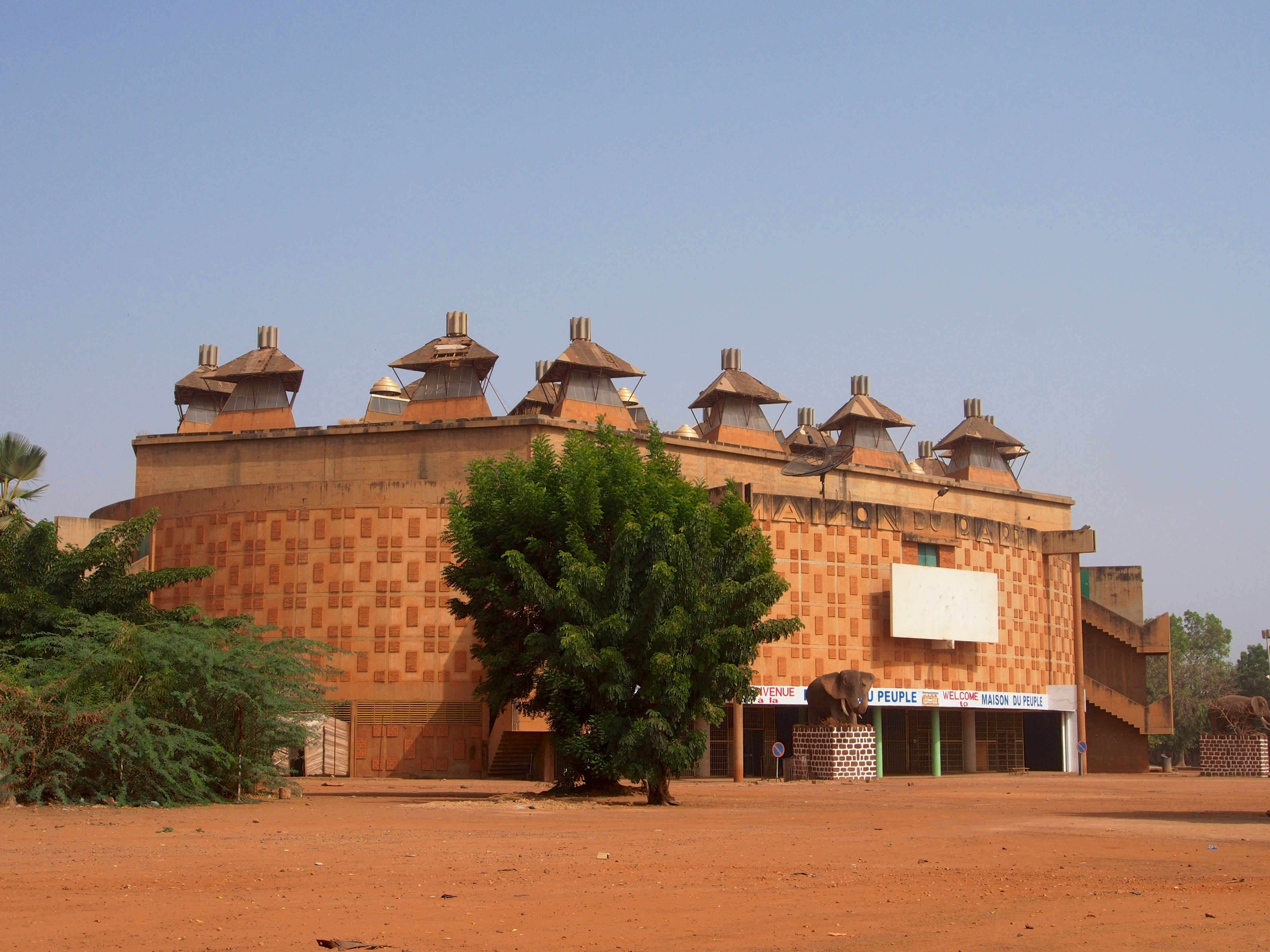
Edificio Maison du Peuple.

La universidad más grande del estado es la Universidad de Uagadugú, que fue fundada en 1974. La UUPN es la Universidad de las Naciones Unidas, está basada en el popular sistema internacional de aprendizaje.
En la ciudad hay numerosos lugares culturales y de arte, como la Maison du Peuple y la Salle des Banquets, además de actuaciones de gran variedad de géneros musicales, incluyendo música tradicional (folk), ritmos actuales y rap.
Se puede destacar también la cantidad de festivales internacionales y actividades que se organizan en el municipio, tales como FESPACO (Festival Panafricano de Cine y Televisión de Uagadugú), que es la mayor fiesta de este tipo en África, SIAO (Salón Internacional de la Artesanía de Uagadugú), FESPAM (Festival Panafricano de Música), FITMO (Festival Internacional de Teatro y Marionetas) y FESTIVO.

## Deporte
La capital tiene muchos clubes de fútbol, incluyendo los clubes nacionales más exitosos: el Étoile Filante Ouagadougou y el ASFA Yennenga. Otros importantes clubes de la ciudad son:
- AS SONABEL.[30]
- Commune FC.[31]
- RC Kadiogo.[32]
- Santos FC (Uagadugú).[33]
- Union Sportive de Ouagadougou.[34]
- USFA Ouagadougou.[35]

## Ciudades hermanadas
Hermanamientos
- Loudun, Francia (desde 1967).[36]
- Leuze-en-Hainaut, Bélgica (desde 1968).[37]
- San Miniato, Italia (desde 1997).
- Ciudad de Kuwait, Kuwait (desde 1998).

Acuerdos de cooperación
- Lyon, Francia (desde 1994).
- Grenoble, Francia (desde 1999).
- Quebec, Canadá (desde 2000).
- Kumasi, Ghana (desde 2003).
- Turín, Italia (desde 2003).
- Ginebra, Suiza (desde 2003).
- Burdeos, Francia (desde 2005).
- Marrakech, Marruecos (desde 2005).
- Taipéi, Taiwán (desde 2008).
- Briton Ferry, Gales, Reino Unido.